# 더 위쳐
《더 위처》(영어: The Witcher, 폴란드어: Wiedźmin)는 액션 롤플레잉 핵 앤 슬래시 게임이다. CD 프로젝트 RED에 의해 개발되어 아타리에 의해 2007년 배급되었다. 게임은 폴란드의 작가 안제이 사프코프스키의 판타지 소설 시리즈 《위처》를 원작으로 한다. 2009년 9월 18일 CD 프로젝트 RED는 속편 제작을 확정지었으며, 속편인 《더 위처 2: 왕들의 암살자》는 2011년 5월 17일 PC 버전으로, 2012년 4월 17일에는 엑스박스 360 버전으로 공개되었다. 3편인 《더 위처 3: 와일드 헌트》는 2015년 5월 18일 공개되었다.

## 평가
| 통합 점수  | 통합 점수 |
| 통합사     | 점수      |
| ---------- | --------- |
| 메타크리틱 | 81/100    |
| 평론 점수  |           |
| 평론사     | 점수      |
| 1UP.com    | B-        |
| 유로게이머 | 7/10      |
| 게임프로   | 4.5/5     |
| 게임스팟   | 8.5/10    |
| 게임스파이 | [ 9 ]     |
| 게임존     | 8.8/10    |
| IGN        | 8.5/10    |

| 수상    | 수상                   |
| 평론사  | 수상                   |
| ------- | ---------------------- |
| GameSpy | PC RPG of the Year     |
| IGN     | Best of 2007, Best RPG |